# Comisión de Agricultura del Senado de Chile
La Comisión de Agricultura del Senado de Chile, corresponde a una de las comisiones permanentes del Senado de Chile, en la cual, cinco senadores formulan proyectos de ley referentes al tema del cual trata la comisión, en este caso, las políticas destinadas a promover la inversión agrícola, la producción nacional, generar iniciativas destinadas a la protección del pequeño y mediano empresario agrícola, los usos de suelo y todas las materias que tengan relación con las labores campesinas, entre otras mociones que luego son presentados en la sesión plenaria del Senado para su aprobación o rechazo de todos los senadores.

## Historia
Esta comisión se formó en 1840 bajo el nombre de Comisión de Agricultura e Industrias, ocupando este nombre hasta 1925, cuando la comisión de Industrias pasó a unirse a la Comisión de Obras Públicas y dejó a Agricultura con el tema exclusivo del campo nacional.[cita requerida]
Mantuvo el nombre de Comisión de Agricultura hasta la caída del régimen democrático (1973) y lo retomó con el retorno a la democracia (1990).[cita requerida]

## Controversias

### Transgénicos y Monsanto
El 29 de julio de 2013, la Comisión de Agricultura del Senado de Chile aprobó la denominada Ley de Obtentores Vegetales, también conocida como la «Ley Monsanto», por tres votos a favor, conformados por los derechistas Juan Antonio Coloma Correa (UDI), Hernán Larraín (UDI) y José García Ruminot (RN) versus dos votos en contra, por parte de la centro izquierda Ximena Rincón (DC) y Juan Pablo Letelier (PS). Este proyecto de ley  fue ingresado al Congreso el 12 de enero de 2009, por mensaje de la presidenta de Chile Michelle Bachelet.
La mencionada votación del proyecto no fue difundida a través de los medios de prensa tradicionales del país, el cual pretende adecuar las normas chilenas actualmente vigentes a los estándares del Convenio Internacional para la Protección de las Obtenciones Vegetales (1991) de la Unión Internacional para la Protección de las Obtenciones Vegetales (UPOV), organización intergubernamental creada a partir del Convenio Internacional para la Protección de Obtenciones Vegetales, adoptado en París en 1961, cuyo objetivo es proteger a las semillas u obtenciones vegetales a través de un derecho de propiedad intelectual, siendo la mayoría de estas de tipo transgénico. Chile ratificó el Convenio UPOV 91 el año 2011, el cual había sido presentado al Congreso por el gobierno de Michelle Bachelet.
Esta «Ley Monsanto», que al privatizar las semillas, convierte la agricultura en una actividad netamente comercial, es conocida con ese nombre porque favorece a grandes empresas transnacionales dedicadas al negocio de las semillas transgénicas, en particular, a la empresa estadounidense Monsanto. Leyes como esta ya han sido aprobadas en otros países de Latinoamérica, tales como México y Perú, estando prohibidas en varios países desarrollados de Europa.
Entre las críticas a este proyecto de ley se mencionan la vulneración al Convenio 169 de la Organización Internacional del Trabajo (OIT), la vulneración a los derechos de los campesinos, y la contaminación de las siembras naturales, no transgénicas.

## Integrantes
En el período legislativo 2022-2026, la comisión está integrada por:
| Miembro               | Partido Político              |
| --------------------- | ----------------------------- |
| Carmen Gloria Aravena | Independiente pro Chile Vamos |
| Juan Castro           | RN                            |
| Juan Antonio Coloma   | UDI                           |
| Iván Flores           | DC                            |
| Alejandra Sepúlveda   | FRVS                          |
| Preside la comisión   |                               |